# Arvătești
Arvătești – wieś w Rumunii, w okręgu Mehedinți, w gminie Prunișor. W 2011 roku liczyła 33 mieszkańców.